# Cirrus Minor
«Cirrus Minor» — песня рок-группы Pink Floyd; первый трек на их альбоме 1969 года More. Написана Роджером Уотерсом и исполнена с Дэвидом Гилмором (вокал, гитара) и Ричардом Райтом (орган). Была включена в сборник Relics ранних материалов группы.
Песня имеет психоделическое, пасторальное звучание, сопровождающееся птичьем пением и органным крещендо ближе к концу песни.
Кавер-версию песни сделал французский исполнитель Этьен Дао на его альбоме 2007 года L’Invitation.

## Участники
- Дэвид Гилмор — акустическая гитара, вокал;
- Ричард Райт — орган Хаммонд, орган Фарфиса;
- Роджер Уотерс — звуковые эффекты.